# Семей-2
«Семей-2» (каз. Семей-2 футбол клубы) — бывший казахстанский футбольный клуб из Семипалатинска (ныне Семей), был фарм-клубом команды «Семей». Домашние матчи принимала на стадионе «Спартак».
В 2003 году в структуре «Елимая» (название, которое носил тогда «Семей») образовался фарм-клуб «Елимай-2», который в том сезоне занял 8-е место в Конференции «Северо-Восток», что является наивысшем достижением клуба в конференции. В 2005 году участвовал вместе с основной командой в одном дивизионе, через год прекратил своё существование.

## Названия
- 1995, 2003: «Елимай-2»
- 2004—2005: «Семей-2»

## Статистика
| Сезон | Первая Лига     | Первая Лига | Первая Лига | Первая Лига | Первая Лига | Первая Лига | Первая Лига | Первая Лига | Первая Лига | Кубок         |
| Сезон | Конференция     | Место       | Игр         | В           | Н           | П           | ГЗ          | ГП          | О           | Кубок         |
| ----- | --------------- | ----------- | ----------- | ----------- | ----------- | ----------- | ----------- | ----------- | ----------- | ------------- |
| 1995  | Восток (группа) | 1           | 6           | 4           | 1           | 1           | 10          | 3           | 13          | не участвовал |
| 2003  | Северо-восток   | 8           | 22          | 6           | 6           | 10          | 26          | 35          | 24          | 1/32          |
| 2004  | Северо-восток   | 12          | 24          | 11          | 5           | 8           | 38          | 35          | 38          | 1/16          |
| 2005  | Северо-восток   | 11          | 24          | 4           | 6           | 14          | 27          | 51          | 21          | 1/32          |